# Maria Alessandra Gallone
Maria Alessandra Gallone (Bergamo, 2 settembre 1966) è una politica italiana.

## Biografia
Nata il 2 settembre 1966 a Bergamo, esponente del Movimento Sociale Italiano - Destra Nazionale, nel 1995 aderisce alla svolta di Fiuggi di Gianfranco Fini che porta alla sua trasformazione in Alleanza Nazionale (AN), con cui alle elezioni amministrative di quell'anno si candida al consiglio comunale di Bergamo, tra le sue liste a sostegno del candidato sindaco appoggiato dal Centro Cristiano Democratico Franco Tentorio, venendo eletta consigliera comunale e confermata nella tornata elettorale del 2004 con AN. È stata anche dal 1999 al 2004 assessore alla pubblica istruzione nella giunta comunale di centro-destra guidata da Cesare Veneziani.
Nel 2004 viene nominata coordinatrice del dipartimento Pari opportunità di AN in Lombardia.

### Elezione a senatrice
Alle elezioni politiche del 2008 si candida al Senato della Repubblica, tra le liste del Popolo delle Libertà (lista elettorale che univa principalmente AN con Forza Italia) nella circoscrizione Lombardia in ventesima posizione, risultando la prima dei non eletti; tuttavia diventa senatrice il 6 dicembre 2008, subentrando in sostituzione di Luigi Scotti, deceduto lo stesso giorno. Nella XVI legislatura della Repubblica è stata componente della 2ª Commissione Giustizia, della 5ª Commissione Bilancio, della 13ª Commissione Territorio, ambiente, beni ambientali, della, anche in sostituzione del Ministro dei beni e delle attività culturali Sandro Bondi, della Commissione parlamentare per l'infanzia e l'adolescenza e della Commissione straordinaria per il controllo dei prezzi, di cui è stata anche segretaria dal 23 maggio 2012 al 14 marzo 2013.

### Adesione a Fratelli d'Italia e Forza Italia
Aderente alla confluenza di AN ne Il Popolo della Libertà (PdL) come partito nel 2009, all'interno di esso è stata parte della costola contraria all’esperienza del governo Monti. A dicembre 2012 partecipa alla scissione del PdL guidata da Giorgia Meloni, Ignazio La Russa e Guido Crosetto che porta alla nascita di Fratelli d'Italia (FdI), di cui il 20 dicembre 2012 diventa capogruppo del suo appena costituito gruppo parlamentare "Fratelli d'Italia - Centrodestra Nazionale" al Senato.
Alle elezioni politiche del 2013 si candida alla Camera dei deputati, tra le liste di FdI nella circoscrizione Lombardia 2, ma venendo non eletta poiché il partito non supera la soglia di sbarramento del 3% a livello regionale.
Il 29 novembre 2013, in dissenso con la linea del partito, annuncia, in una nota rilasciata al quotidiano Bergamosera, di abbandonare Fratelli d'Italia e aderire alla rinata Forza Italia di Silvio Berlusconi, con cui alle elezioni amministrative del 2014 viene rieletta consigliere comunale di Bergamo, caratterizzandosi da subito come esponente di spicco dell’opposizione sotto l'amministrazione di Giorgio Gori.

### Rielezione al Senato
Alle elezioni politiche del 2018 si ricandida al Senato nel collegio uninominale Lombardia - 12 (Bergamo), sostenuto dalla coalizione di centro-destra in quota forzista, venendo rieletta senatrice con il 54,65% dei voti e superando nettamente più del doppio rispetto alla candidata del centro-sinistra Livia Marcassoli (25,67%) e più del triplo rispetto a quello del Movimento 5 Stelle Attilio Pizzigoni (16,43%). Nel corso della XVIII legislatura è stata componente della commissione parlamentare di vigilanza Rai, della Sottocommissione permanente per l'accesso, della Commissione parlamentare d'inchiesta per il ciclo illecito dei rifiuti, della 9ª Commissione Agricoltura e produzione agroalimentare in sostituzione del sottosegretario alle politiche agricole Francesco Battistoni, membro e segretario della 13ª Commissione Territorio, ambiente, beni ambientali e vice-capogruppo del gruppo parlamentare di Forza Italia "Forza Italia-Berlusconi Presidente-UDC" a Palazzo Madama.
Il 6 settembre 2019 viene nominata commissaria provinciale di Forza Italia a Bergamo. Nello stesso anno ha sfiorato il 100% di presenze nell'aula (99,9%).

### Fuori dal Parlamento
Alle elezioni politiche anticipate del 2022 viene ricandidata al Senato, tra le liste di Forza Italia nel collegio plurinominale Lombardia - 03 in seconda posizione dietro a Berlusconi, ma risultando non rieletta.
In seguito viene nominata consigliera per le politiche dell'innovazione e della sostenibilità in ambito universitario e della ricerca anche in attuazione del PNRR della Ministra dell'università e della ricerca Anna Maria Bernini e consigliera del Ministro dell'ambiente e della sicurezza energetica Gilberto Pichetto Fratin.
A dicembre 2022 lascia la guida provinciale di Forza Italia a Bergamo in favore di Alessandro Sorte.